# Cycas couttsiana
Cycas couttsiana K.D. Hill, 1992 è una pianta appartenente alla famiglia delle Cycadaceae, endemica dell'Australia.

## Descrizione
È una cicade con fusto eretto, alto sino a 3(-7) m e con diametro di 14-20 cm.
Le foglie, pennate, lunghe 100-130 cm, sono disposte a corona all'apice del fusto e sono rette da un picciolo lungo 17-21 cm; ogni foglia è composta da 180-270 paia di foglioline lanceolate, con margine ricurvo, lunghe mediamente 170-210 cm, di colore blu tenue, inserite sul rachide con un angolo di 40-80°.
È una specie dioica con esemplari maschili che presentano microsporofilli disposti a formare strobili terminali di forma ovoidali, lunghi 15-20 cm e larghi 7-9 cm ed esemplari femminili con macrosporofilli che si trovano in gran numero nella parte sommitale del fusto, con l'aspetto di foglie pennate che racchiudono gli ovuli, in numero di 4-6.  
I semi sono grossolanamente ovoidali, lunghi 35-46 mm, ricoperti da un tegumento di colore dall'arancio al marrone.

## Distribuzione e habitat
È diffusa nel Gregory Range meridionale, nel Queensland.

Prospera in aree boschive aperte su terreni argillosi e sabbiosi di colore rosso, derivati da basalti o diabasi.

## Conservazione
La IUCN Red List classifica C. couttsiana come specie prossima alla minaccia (Near Threatened).

La specie è inserita nella Appendice II della Convention on International Trade of Endangered Species (CITES)
L'epiteto specifico couttsiana è stato dato in onore a Pat e David Coutts, al tempo direttori del Parco Chudleigh, che portarono il taxon all'attenzione dei botanici e si sforzarono di assicurare la conservazione dell'habitat della specie.